# Suzu Hirose

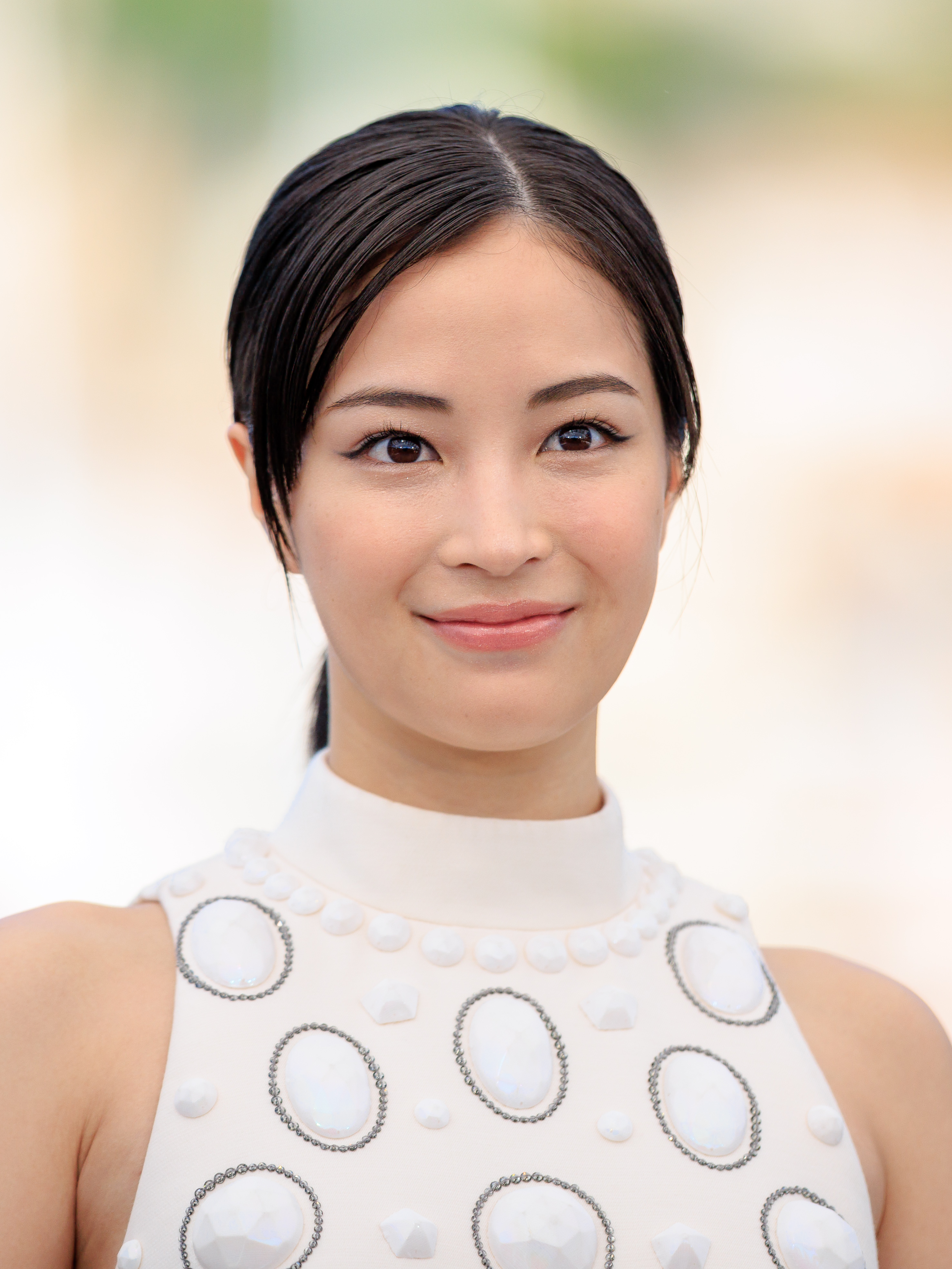
Suzu Hirose (2025)

Suzu Hirose (japanisch 広瀬 すず Hirose Suzu; * 19. Juni 1998 in Shimizu (heute Stadt Shizuoka), Präfektur Shizuoka) ist eine japanische Schauspielerin und ein Model. Sie ist seit 2012 aktiv.

## Leben
Suzu Hirose ist die jüngere Schwester der ebenfalls als Schauspielerin tätigen Alice Hirose (* 1994). Ihr Debüt gab sie 2012 bei einem Auftritt in der Fernsehshow Muse na Kimito, erste Auftritte als Schauspielerin folgten 2013 in mehreren Fernsehserien sowie in der Komödie Shazai no ôsama. Im folgenden Jahr hatte sie eine größere Nebenrolle im Actionfilm Kurôzu Explode.
Internationale Bekanntheit erlangte Hirose durch die Rolle der Suzu Asano in Hirokazu Koreedas Filmdrama Unsere kleine Schwester, das seine Premiere im Rahmen der Internationale Filmfestspiele von Cannes 2015 hatte. Im selben Jahr lieh sie der Figur Kaede in der Originalfassung des Anime-Films Der Junge und das Biest ihre Stimme.
In der Folgezeit wirkte Hirose als Hauptdarstellerin in mehreren Filmen mit, die zumeist dem Genre Drama oder Liebesfilm zugehören. So spielte sie 2017 eine der Hauptrollen in The Third Murder. Für ihre Leistungen wurde Hirose mehrfach ausgezeichnet.
Neben ihrer Schauspieltätigkeit ist Suzu Hirose als Model tätig und war so unter anderem in Werbekampagnen und Fernsehspots von Softbank (2014–2015), Shiseido (2015) oder Fujifilm (ebenfalls 2015) zu sehen. Zudem trat sie in mehreren Musikvideos japanischer Musiker und Bands auf und war sowohl 2018 als auch 2019 in der Musikshow Kōhaku Uta Gassen zu sehen.

## Auszeichnungen (Auswahl)
- 2015: Arigato Award des Tokyo International Film Festival
- 2016: Kinema Junpo in der Kategorie Best New Actress für Unsere kleine Schwester
- 2016: Preis des Yokohama Eigasai als beste Newcomerin
- 2016: Japanese Academy Award als beste Newcomerin
- 2018: Japanese Academy Award als beste Nebendarstellerin für The Third Murder

## Filmografie (Auswahl)
- 2013: Shazai no ōsama
- 2014: Kurōzu Explode
- 2015: Unsere kleine Schwester (Umimachi Diary)
- 2015: Der Junge und das Biest (Bakemono no Ko; Synchronrolle)
- 2016: Chihayafuru Part I
- 2016: Chihayafuru Part II
- 2016: Ikari
- 2016: Shigatsu wa kimi no uso
- 2017: Sensei!
- 2017: Uchiage hanabi, shita kara miru ka? Yoko kara miru ka? (Synchronrolle)
- 2017: The Third Murder (Sandome no Satsujin)
- 2018: Rapurasu no majo
- 2018: Chihayafuru: Musubi
- 2019: Lupin III: The First (Synchronrolle)
- 2020: Last Letter
- 2023: Yūgure ni, te o tsunagu (Hauptrolle Soramame Asagi)
- 2025: Asura (Hauptrolle Sakiko)
- 2025: Tōi yamanami no hikari (遠い山なみの光 / A Pale View of Hills) (Hauptrolle Etsuko)